# أيلاوات مسكية
الأيلاوات المسكية (الاسم العلمي: Moschinae) أسرة من الثدييات تتبع فصيلة الأيائل المسكية من رتبة الشفعيات الأصابع.

## تصنيف
- - جنس الأيل المسكي
    - أيل أنوي المسكي
    - أيل الغابات المسكي
    - أيل الألب المسكي
    - أيل كشمير المسكي
    - أيل مسكي أسود
    - أيل هيمالايا المسكي
    - أيل سيبيريا المسكي

## اقرأ كذلك
- قائمة مزدوجات الأصابع حسب العدد